# Конвой JW 66
Конвой JW 66 (англ. Convoy JW 66) — арктичний конвой транспортних і допоміжних суден у кількості 27 суден, який у супроводженні союзних кораблів ескорту прямував від берегів Шотландії до радянського порту Мурманськ. Конвой вийшов 16 квітня з Клайда. 25 квітня 1945 року конвой JW 66 прибув до Кольської затоки.

## Історія
Конвой JW 66 складався з 26 вантажних суден, британського рятувального судна Copeland і 25 кораблів ескорту, включаючи два ескортні авіаносці, які 16 квітня 1945 року вирушили з Ферт-оф-Клайда до Мурманська. Ближнє прикриття транспортних суден забезпечували два ескортні авіаносці «Віндекс» і «Преміер», крейсер ППО «Беллона», британські «Оффа», «Зелоус», «Зест», «Зодіак», «Зефір» та канадських есмінці «Хайда», «Гурон» і «Ірокеу» і норвезький есмінець «Сторд». Також до складу ескорту конвою входили шлюп «Сігнет», корвети «Алнвік Касл», «Бамбург Касл», «Фарнгам Касл», «Ханісакл», «Рододендрон», «Оксліп» і «Лотус» (усі належали до 7-ї ескортної групи), а також 19-та ескортна група, яка вийшла від берегів Ісландії 18 квітня 1945 року. Це група приєднався до конвою, маючи у строю фрегати «Лох-Інш», «Лох-Шин», «Ангілья», «Гудолл» і «Коттон». На завершальному етапі шляху, з 25 квітня 1945 року, охорона колони була посилена сімома радянськими ескадреними міноносцями.
Служба радіоперехоплення та розшифровки морської розвідки (B-Dienst) тим часом виявила вихід у море конвою JW 66 із 27 вантажними суднами, і керівництво підводних сил спрямувало на їх перехоплення на заплановану позиції субмарини U-286, U-295, U-307, U-313, U-363 і U-481 на захід від острову Ведмежий як вовчу зграю «Фауст». Однак, до 21 квітня німецька повітряна розвідка не змогла виявити конвой, тому підводні човни були переведені на позиції біля Кольської затоки, де перші шість човнів були посилені U-278, U-294, U-312, U-318, U-427, U-711, U-716, U-968, U-992 і U-997. Таким чином, німці сконцентрували 16 U-Boot для дій проти конвою JW 66. 21/22 квітня деякі з цих підводних човнів увійшли в контакт з радянським прибережним конвоєм PK.9, який прямував від Петсамо до Кольської затоки: конвой складався з двох кораблів у супроводі міноносців «Карл Лібкнехт», «Дерзкий», «Жесткий» і «Достойний», двох тральщиків, шести мисливців на підводні човни, чотирьох моторних торпедних катерів у супроводі флотської групи «Вільна Норвегія» з корвета «Еглантін» і протичовнових траулерів Karmøy, Jeløy і Tromøy.
25 квітня радянські есмінці «Урицький», «Карл Лібкнехт», «Куйбишев», «Жаркий», «Жесткий», «Дерзкий» і «Достойний», тральщик Т-113 і п'ять мисливців на підводні човни приєдналися до супроводу JW 66. Лише U-711 зміг встановити короткочасний візуальний контакт з конвоєм, але торпедна атака в умовах поганої видимості по цілям у Кольській затоці була безрезультатною. Під час операції союзники скинули близько 400 глибинних бомб проти передбачуваних підводних цілей, але жодної шкоди підводним човнам противника не було завдано. Усі судна конвою благополучно прибули до порту Мурманська 26 квітня 1945 року. Єдиною втратою з боку союзників став «Сордфіш» з ескортного авіаносця «Віндекс», який впав у воду ввечері 22 квітня 1945 року через технічну несправність. Екіпаж був врятований кораблями супроводження.

## Кораблі та судна конвою JW 66

### Транспортні судна
| Назва                      | Прапор                       | Тоннаж (GRT) | Прим.                                                 |
| -------------------------- | ---------------------------- | ------------ | ----------------------------------------------------- |
| Albert C. Ritchie (1943)   | США                          | 7 177        | судно типу «Ліберті»                                  |
| August Bellmont (1944)     | США                          | 7 240        | судно типу «Ліберті»                                  |
| Benjamin H. Hill (1944)    | США                          | 7 198        | судно типу «Ліберті»; судно віце-командора конвою     |
| RFA Black Ranger (1941)    | Королівський допоміжний флот | 3 417        | танкер-заправник конвою                               |
| Blue Ranger (1941)         | Королівський допоміжний флот | 3417         | танкер-заправник конвою                               |
| British Respect (1943)     | Королівський допоміжний флот | 8479         | танкер-заправник конвою                               |
| Cecil N. Bean (1944)       | США                          | 7 176        | судно типу «Ліберті»                                  |
| Copeland (1923)            | Велика Британія              | 1 526        | рятувальне судно конвою                               |
| David B. Johnson (1944)    | США                          | 7 198        | судно типу «Ліберті»                                  |
| Empire Garrick (1943)      | Королівський допоміжний флот | 8128         | танкер-заправник конвою                               |
| John Gibbon (1944)         | США                          | 7247         | судно типу «Ліберті»                                  |
| Joshua W Alexander (1943)  | США                          | 7 176        | судно класу «Ліберті»                                 |
| Joshua Thomas (1943)       | США                          | 7 176        | судно типу «Ліберті»                                  |
| Keith Palmer (1944)        | США                          | 7 244        | судно типу «Ліберті»                                  |
| Kong Haakon VII (1942)     | Норвегія                     | 7073         |                                                       |
| Kronprinsen (1942)         | Норвегія                     | 7073         |                                                       |
| Laurelwood (1929)          | Велика Британія              | 7347         | танкер                                                |
| Linn Boyd (1944)           | США                          | 7 176        | судно типу «Ліберті»; судно тилового командора конвою |
| Lord Delaware (1942)       | США                          | 7 200        | судно класу «Ліберті»                                 |
| Nelson W. Aldrich (1944)   | США                          | 7 176        | судно типу «Ліберті»                                  |
| Owen Wister (1943)         | США                          | 7240         | судно типу «Ліберті»                                  |
| Park Benjamin (1944)       | США                          | 7 176        | судно типу «Ліберті»                                  |
| Renald Fernald (1944)      | США                          | 7 176        | судно типу «Ліберті»                                  |
| Samaritan (1943)           | Велика Британія              | 7 219        | судно командора конвою                                |
| Stevenson Taylor (1943)    | США                          | 7 176        | судно типу «Ліберті»                                  |
| William D. Byron (1944)    | США                          | 7210         | судно типу «Ліберті»                                  |
| William Tyler Page (1943)  | США                          | 7 176        | судно типу «Ліберті»                                  |
| Woodbridge N Ferris (1943) | США                          | 7 200        | судно типу «Ліберті»                                  |

### Кораблі ескорту
| Кораблі ескорту |                                         |                                     |              |
| «Алнвік Касл»   | Військово-морські сили Великої Британії | корвет типу «Касл»                  | 16—25 квітня |
| «Ангілья»       | Військово-морські сили Великої Британії | фрегат типу «Колоні»                | 16—25 квітня |
| «Бамбург Касл»  | Військово-морські сили Великої Британії | корвет типу «Касл»                  | 16—25 квітня |
| «Беллона»       | Військово-морські сили Великої Британії | легкий крейсер типу «Дідо»          | 18—25 квітня |
| «Коттон»        | Військово-морські сили Великої Британії | фрегат типу «Кептен»                | 16—25 квітня |
| «Сігнет»        | Військово-морські сили Великої Британії | шлюп типу «Модифікований Блек Свон» | 16—25 квітня |
| «Фарнгам Касл»  | Військово-морські сили Великої Британії | корвет типу «Касл»                  | 16—25 квітня |
| «Гудолл»        | Військово-морські сили Великої Британії | фрегат типу «Кептен»                | 16—25 квітня |
| «Хайда»         | Військово-морські сили Канади           | ескадрений міноносець типу «Трайбл» | 18—25 квітня |
| «Ханісакл»      | Військово-морські сили Великої Британії | корвет типу «Флавер»                | 16—25 квітня |
| «Гурон»         | Військово-морські сили Канади           | ескадрений міноносець типу «Трайбл» | 18—25 квітня |
| «Ірокеу»        | Військово-морські сили Канади           | ескадрений міноносець типу «Трайбл» | 18—25 квітня |
| «Лох-Інш»       | Військово-морські сили Великої Британії | фрегат типу «Лох»                   | 16—25 квітня |
| «Лох-Шин»       | Військово-морські сили Великої Британії | фрегат типу «Лох»                   | 16—25 квітня |
| «Лотус»         | Військово-морські сили Великої Британії | корвет типу «Флавер»                | 16—25 квітня |
| «Оффа»          | Військово-морські сили Великої Британії | ескадрений міноносець типу «O»      | 18—25 квітня |
| «Оксліп»        | Військово-морські сили Великої Британії | корвет типу «Флавер»                | 16—25 квітня |
| «Преміер»       | Військово-морські сили Великої Британії | ескортний авіаносець типу «Боуг»    | 18—25 квітня |
| «Рододендрон»   | Військово-морські сили Великої Британії | корвет типу «Флавер»                | 16—25 квітня |
| «Сторд»         | Військово-морські сили Норвегії         | ескадрений міноносець типу «S»      | 18—25 квітня |
| «Віндекс»       | Військово-морські сили Великої Британії | ескортний авіаносець типу «Наірана» | 18—25 квітня |
| «Зелоус»        | Військово-морські сили Великої Британії | ескадрений міноносець типу «Z»      | 18—25 квітня |
| «Зефір»         | Військово-морські сили Великої Британії | ескадрений міноносець типу «Z»      | 18—25 квітня |
| «Зест»          | Військово-морські сили Великої Британії | ескадрений міноносець типу «Z»      | 18—25 квітня |
| «Зодіак»        | Військово-морські сили Великої Британії | ескадрений міноносець типу «Z»      | 18—25 квітня |

## Підводні човни Крігсмаріне, що протидіяли конвою
| Назва | Тип      | Командир                                        | Прим.              |
| ----- | -------- | ----------------------------------------------- | ------------------ |
| U-278 | VII C    | капітан-лейтенант Йоахім Франце                 | не здобув перемоги |
| U-286 | VII C    | оберлейтенант-цур-зее Віллі Дітріх              | не здобув перемоги |
| U-294 | VII C/41 | оберлейтенант-цур-зее Гайнц Шютт                | не здобув перемоги |
| U-295 | VII C/41 | капітан-лейтенант Гюнтер Вібольдт               | не здобув перемоги |
| U-307 | VII C    | оберлейтенант-цур-зее Еріх Крюгер               | не здобув перемоги |
| U-312 | VII C    | оберлейтенант-цур-зее Юрген фон Гаца            | не здобув перемоги |
| U-313 | VII C    | оберлейтенант-цур-зее Фрідгельм Швайгер         | не здобув перемоги |
| U-318 | VII C/41 | оберлейтенант-цур-зее резерву Йозеф Вілль       | не здобув перемоги |
| U-363 | VII C    | капітан-лейтенант Вернер Нес                    | не здобув перемоги |
| U-427 | VII C    | оберлейтенант-цур-зее Карл-Габріель фон Гуденус | не здобув перемоги |
| U-481 | VII C    | капітан-лейтенант Клаус Андерсен                | не здобув перемоги |
| U-711 | VII C    | капітан-лейтенант Ганс-Гюнтер Ланге             | не здобув перемоги |
| U-716 | VII C    | оберлейтенант-цур-зее Юрген Тімме               | не здобув перемоги |
| U-968 | VII C    | оберлейтенант-цур-зее Отто Вестфален            | не здобув перемоги |
| U-992 | VII C    | оберлейтенант-цур-зее Ганс Фальке               | не здобув перемоги |
| U-997 | VIIC/41  | оберлейтенант-цур-зее резерву Ганс Леманн       | не здобув перемоги |